# Ed Carmichael
Daniel Edward Carmichael, detto Ed (Los Angeles, 2 gennaio 1907 – Los Angeles, 3 agosto 1960), è stato un ginnasta statunitense.

## Palmarès

### Olimpiadi
- Bronzo a Los Angeles 1932 nel volteggio.